# Bataille de North Foreland
 (août 2025).
Deuxième guerre anglo-néerlandaise
Batailles
- Lowestoft
- Vågen
- Quatre Jours
- North Foreland
- Vliestromm
- Cap Dungeness
- Medway

La bataille de North Foreland, connue dans l'historiographie britannique comme la bataille de la Saint-Jacques (en anglais : St. James's Day Battle) et dans l'historiographie néerlandaise comme la bataille des Deux Jours (en néerlandais : Tweedaagse Zeeslag), eut lieu les 4 et 5 août 1666 (les 25 et 26 juillet selon le calendrier julien alors en usage en Angleterre), pendant la deuxième guerre anglo-néerlandaise, entre la flotte des Provinces-Unies, commandée par l'amiral Michiel de Ruyter, et la flotte d'Angleterre, commandée par le prince Rupert.